# Böllenbach (Wiese)
Der Böllenbach (am Oberlauf auch Böllener Bächle) ist ein gut sieben Kilometer langer Bach des Südschwarzwaldes im baden-württembergischen Landkreis Lörrach. Er entspringt in Böllen am Südosthang des Belchen, unterhalb des Hägstutzfelsens, und mündet in Wembach unterhalb des Ortskerns von rechts und Westen in die Wiese.

## Name
Der Bach wurde im Jahr 1352 („bi der Belna“) erstmals schriftlich erwähnt. Der Name könnte keltischen Ursprungs sein (*Belena) und sich vom Adjektiv *belenos/-ā „glänzend“ ableiten.

## Geographie

### Verlauf

#### Böllener Bächle
Der Böllenbach entspringt als Böllener Bächle im Walddistrikt Belchenwald am Südosthang des Belchen, unterhalb des Hägstutzfelsens auf dem Gemeindegebiet von Böllen auf etwa 1005 m ü. NHN. Die ersten rund 300 Meter seines Laufs liegen im Naturschutzgebiet Belchen. Von seiner Quelle fließt er in südsüdwestlicher Richtung, zunächst durch Waldgebiet, dann am Waldrand bis unterhalb von Oberböllen, wo der Bach Böllen von rechts mündet. Fortan heißt er Böllenbach.

#### Böllenbach
Von da an verläuft der Böllenbach weitgehend parallel zur Landesstraße 131 in südöstliche Richtung, zumeist durch offene Wiesenaue. Ab der Mündung des Wildböllenbachs von links markiert der Lauf des Böllenbachs verschiedene Grenzen: zunächst die Gemeindegrenze zwischen Böllen und Schönenberg für etwa einen Kilometer; dann etwa 250 Meter lang zwischen Schönenberg und Fröhnd, im weiteren Verlauf ebenfalls etwa 250 Meter weit die Grenze zwischen Schönau und Fröhnd, danach folgt westlich eine Wembacher Exklave, die vom Böllenbach über rund 200 Meter vom Stadtgebiet Schönau abgegrenzt wird; im Anschluss folgt wieder die Grenze zwischen Schönau und Fröhnd (knapp 200 m) und zuletzt zwischen Wembach und Fröhnd, die der Böllenbach über weitere, gute 500 Meter markiert, ehe er beidseitig von Wembacher Gemeindegebiet umschlossen verläuft.
Nachdem er den Wembacher Weiler Schindeln rechts und Wembach selbst links liegen ließ, fließt er durch ein Wäldchen hinab bis zum Todtnauerliweg, unterquert diesen und mündet dann von rechts und Westen auf etwa 504 m ü. NHN in die Wiese.
Der etwa sieben Kilometer lange Lauf des Böllenbachs endet rund 500 Höhenmeter unterhalb seiner Quelle, er hat somit ein mittleres Sohlgefälle von etwa 7,1 %.

### Einzugsgebiet
Das naturräumlich zum Südschwarzwald gehörende Einzugsgebiet ist knapp 13,5 km² groß und liegt zu etwa 42 % auf dem Gemeindegebiet Böllens, zu rund 28 % auf Schönenberger Gebiet, knapp 16 % entfallen auf die Gemeinde Fröhnd, zirka 7 % auf Wembach, gut 5 % auf Schönau im Schwarzwald und die restlichen rund 2 % auf die Gemeinde Kleines Wiesental. Der höchste Punkt des Einzugsgebiets liegt im Norden am Südhang des Belchens unterhalb des Belchenhauses auf etwa 1345 m ü. NHN.
Die Einzugsgebiete der folgenden Nachbargewässer grenzen an:
- Im Nordwesten konkurriert der Aiternbach, der weiter oberhalb in die Wiese mündet;
- im Osten liegt einerseits das Einzugsgebiet des Zebetsmattbachs,
- andererseits, südlich davon, das des Haselberger Bachs, die beide ebenfalls oberhalb in die Wiese entwässern;
- im Süden konkurriert der Hofbach (mit seinem Oberlauf Dachsgraben und seinem linken Zufluss Kohlbach), der direkt unterhalb des Böllenbachs in die Wiese mündet;
- im Westen grenzt das Einzugsgebiet der Kleinen Wiese an, die sich bei Maulburg in die Wiese ergießt.

### Zuflüsse
Liste der Zuflüsse von der Quelle zur Mündung (abgefragt oder abgemessen auf der amtlichen Gewässerkarte), die zahlreichen namenlosen Zuflüsse finden keine Berücksichtigung in der Liste.
Name (Mündungsseite), Gewässerkennzahl, Länge
- Böllen (rechts), DGKZ: 232342, 1,7 km
- NN-IN3 * (rechts), DGKZ: 2323432, 0,8 km
- Wildböllenbach (links), DGKZ: 232344, 2,6 km, in diesen mündet das
  - Glashüttenbächle (rechts), DGKZ:-, 0,85 km
- Silberbächle (rechts), DGKZ: 2323452, 1,4 km
- Sägenbach (rechts), DGKZ: 232346, 1,7 km
- Lehbächle (links), DGKZ: 232348, 1,4 km

### Flusssystem Wiese
- Fließgewässer im Flusssystem Wiese

## Gewässergüte
Die Gewässerqualität des Baches ist hoch; Messungen im Jahr 2004 am Oberlauf oberhalb von Böllen, sowie am Unterlauf nahe der Mündung in die Wiese ergaben in beiden Fällen die höchste Gewässergüteklasse I (unbelastet).